# Staelduinse Bos
Het Staelduinse Bos is een langgerekt bos van 95 hectare in het Westland tussen Hoek van Holland en Maasdijk en is een onderdeel van de Kapittelduinen. Door gebruik van ruimte voor tuinbouw, woningbouw, infrastructuur en bedrijven is het Staelduinse Bos nog een van de weinige groene enclaves in de regio.
De hoofdingang is aan de Papedijk (in 's-Gravenzande) die overgaat in de Oude Hooislag: een pad door de langgerekte strook bos. De Papedijk scheidt de strook en een tuinbouwgebied. Een zijingang bevindt zich aan de Staelduinlaan, een zijweg van de Maasdijk.

## Geschiedenis en naamgeving

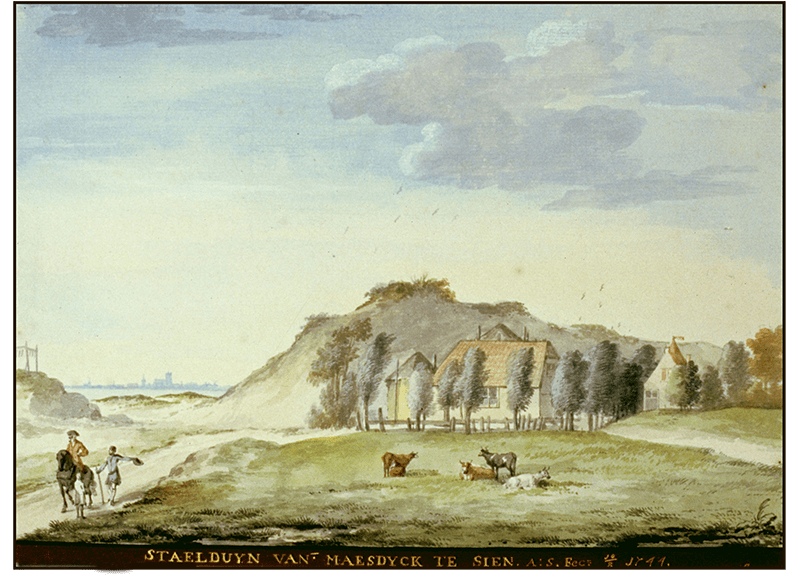
Staelduinen voor de bosaanplanting, door Aart Schouman, in 1744.

Oorspronkelijk bestond dit gebied uit estuariumduinen. Deze duinen waren deel van een zogenaamde haakwal (een rij duinen die loodrecht op de kust stonden). In deze duinen woonden oorspronkelijk vissers in hutten. Deze 'staelvissers' visten op zalm in de Maas met netten en fuiken, bevestigd aan staken of 'staelen', de naam "Staelduinse Bos" zou hier aan ontleend zijn.
Het terrein was in 1807 door Petrus Judocus van Oosthuyse (1763-1818), een knopenmaker, kunstverzamelaar en grootgrondbezitter en Margaretha de Jongh aangeschaft. Hun dochter Hendrica Petronella Veronica van Oosthuyse (1793-1829) trouwde in 1814 met Jacobus Josephus baron van Rijckevorsel (1785-1862). Hendrica overleed voor Margaretha, en toen Margaretha overleed erfde Rijckevorsel het enorme vermogen en het Staelduinse Bos. Van Rijckevorsel liet het oostelijke deel van de duinen afgraven zodat het geschikt werd voor tuinbouw. Een ander deel liet hij in 1850 beplanten met bomen. Aan de oostzijde, langs de Rijckevorsellaan en aan de Heenweg liet hij arbeidershuizen bouwen en bij de Heenweg kwam een katholieke kerk, de Sint-Lambertuskerk. Een sluis in de Maasdijk zorgde voor de afwatering. Van Van Rijckevorsels oorspronkelijke aanplantingen is vrijwel niets meer over. De oude structuur is rudimentair aanwezig. De Van Oosthijzelaan, Van Rijckevorsellaan en De Jonghlaan bij het bos herinneren nog aan de vroegere eigenaren.
In de begindagen van de Tweede Wereldoorlog landden Duitse parachutisten nabij het bos en verschansten zich enige dagen in het bos. Een poging op 10 mei 1940 om de circa 200 militairen te verdrijven mislukte en op 11 en 12 mei volgden beschietingen vanuit fort aan den Hoek van Holland, Rozenburg en van Britse torpedojagers op zee. 150 Duitsers werden gevangengenomen en in het fort opgesloten. Het bos werd veroverd op 13 mei maar toen waren resterende Duitse militairen al vertrokken naar Rotterdam. Na de overgave werd het gebied, als onderdeel van de Festung Hoek van Holland, een van de zwaarst verdedigde punten in Nederland van de Atlantikwall, dat een geallieerde invasie moest voorkomen. Door de ligging binnen de tweede tankgracht en ver van de kust, was het bos geschikt voor het huisvesten van het commando van de Festung. Vanaf 1942 werden in het bos 16 zware bunkers en 6 munitiebunkers in een cirkel gebouwd met in het midden de commandobunker. Daarnaast waren er ook een aantal garages.
Na de oorlog werd het bunkercomplex in gebruik genomen door de Koninklijke Marine die tussen 1957 en 1960 zelfs nieuwe bunkers liet bouwen. 
Het bos is in de jaren 1970 enige tijd met kap bedreigd geweest wat leidde tot een bezetting van het bos door actievoerders die het wilden beschermen. Ook is het bos in die jaren in verband gebracht met opslag van kernwapens.
In 1987 werd het bos overgedragen aan de stichting het Zuid-Hollands Landschap.

## Vleermuizen
Het bunkercomplex in het bos is nog grotendeels aanwezig. Hier en daar zijn nog betonnen platen te zien wat overblijfselen zijn van munitieloodsen. Het bunkercomplex heeft door de dikke muren een vrij constante luchtvochtigheidsgraad en temperatuur. Het is daardoor een populaire woonplaats voor vleermuizen geworden. Dit gebied van het Staelduinse Bos is dan ook een vleermuisreservaat. In dit reservaat overwinteren een aantal soorten in winterslaap. Tevens plant ten minste een soort zich hier voort. Er zijn verschillende meningen over het aantal soorten dat voorkomt maar het zijn er waarschijnlijk 5 of 6. In ieder geval komen grootoorvleermuizen (die de bunkers als kraamkamer gebruiken), meervleermuizen en watervleermuizen voor.

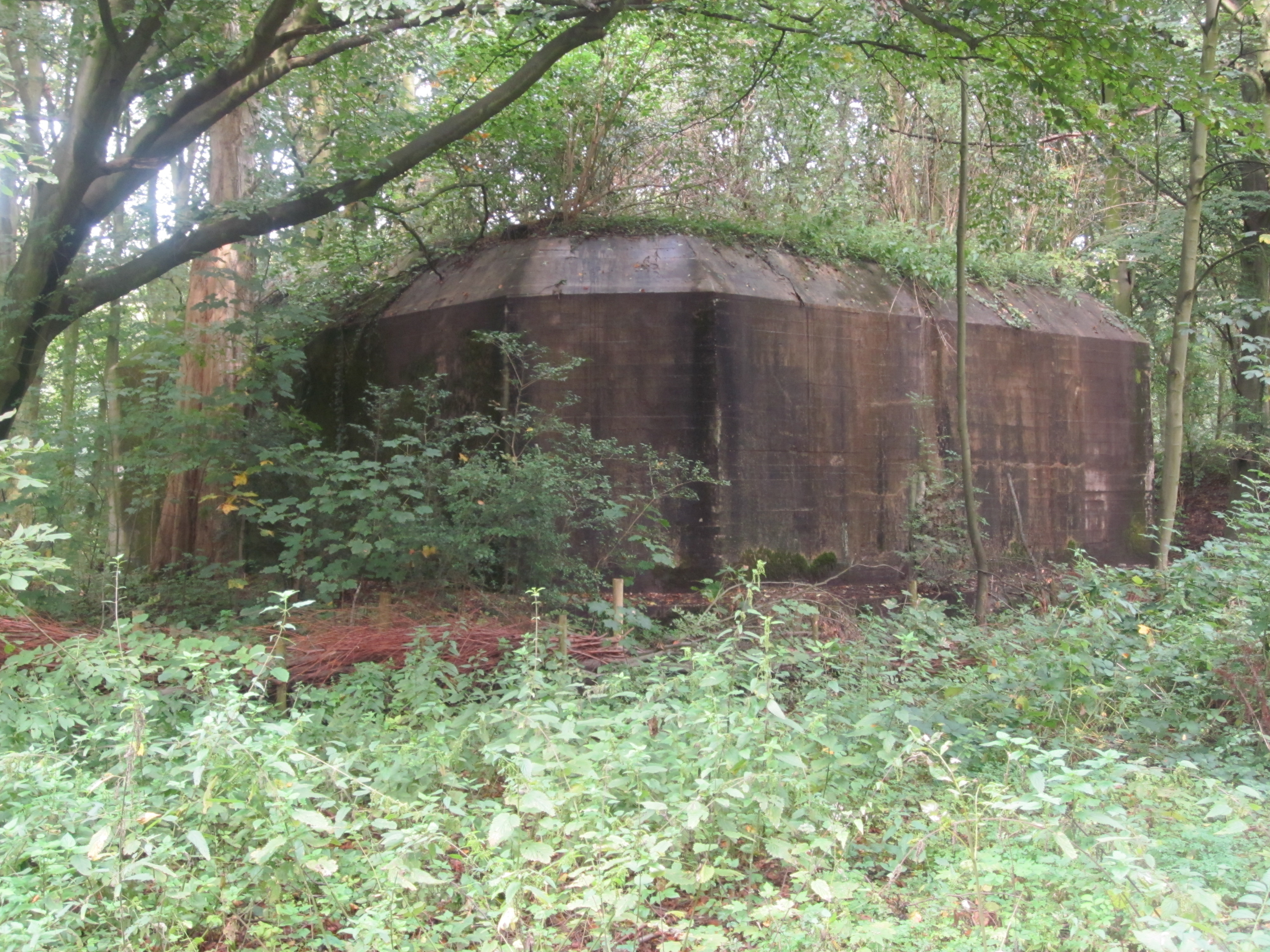
Een van de vele bunkers in het bos
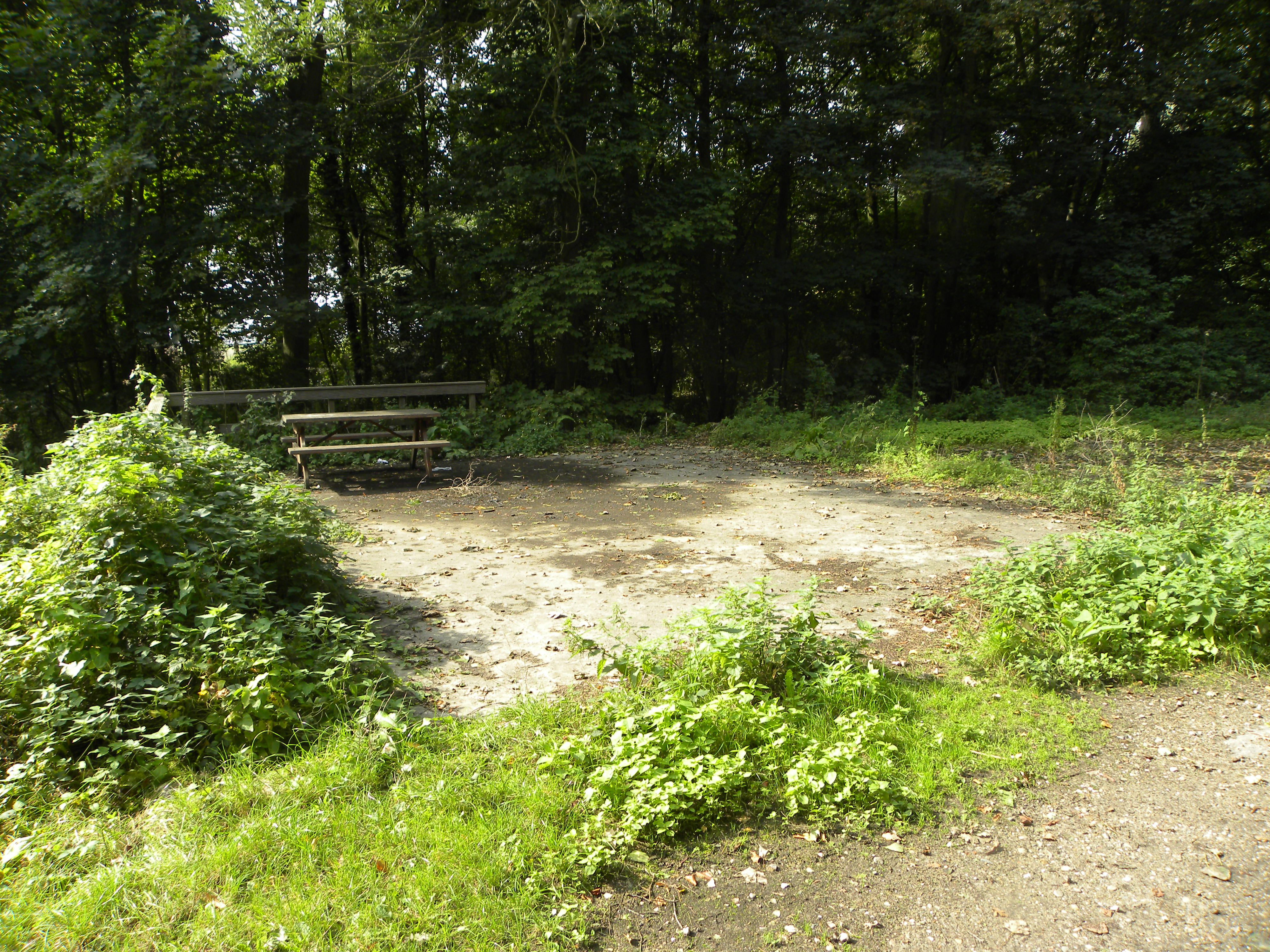
Fundament munitieloods
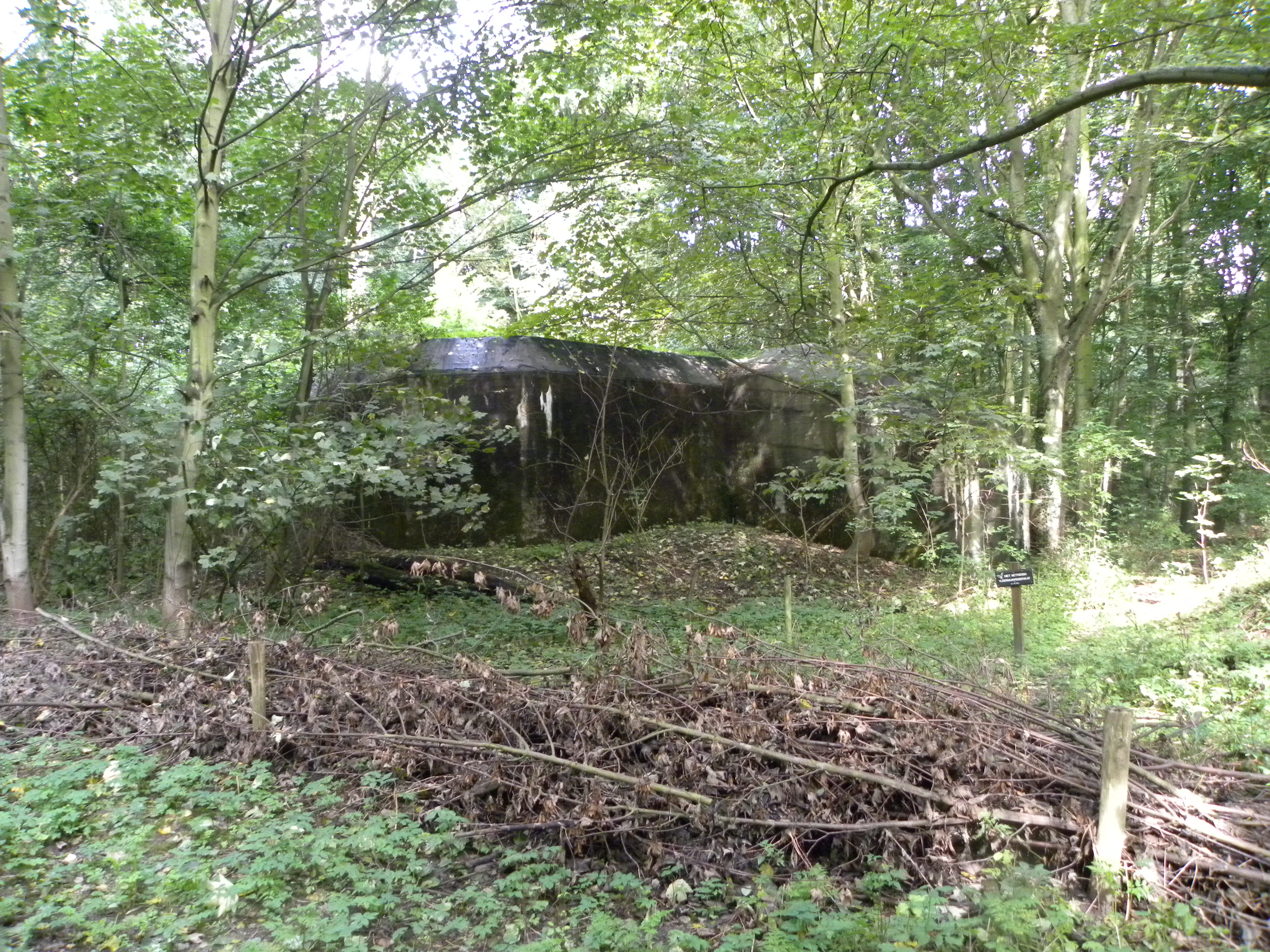
Vleermuisreservaat

Dit gedeelte van het bos is tientallen jaren voor het publiek gesloten geweest, waardoor de natuur zich ongestoord kon ontwikkelen. Het bos wordt natuurlijk beheerd en is een belangrijk broedgebied voor zangvogels. Ook komen veel zwammen voor in dit natte bos, met name de grote stinkzwam.

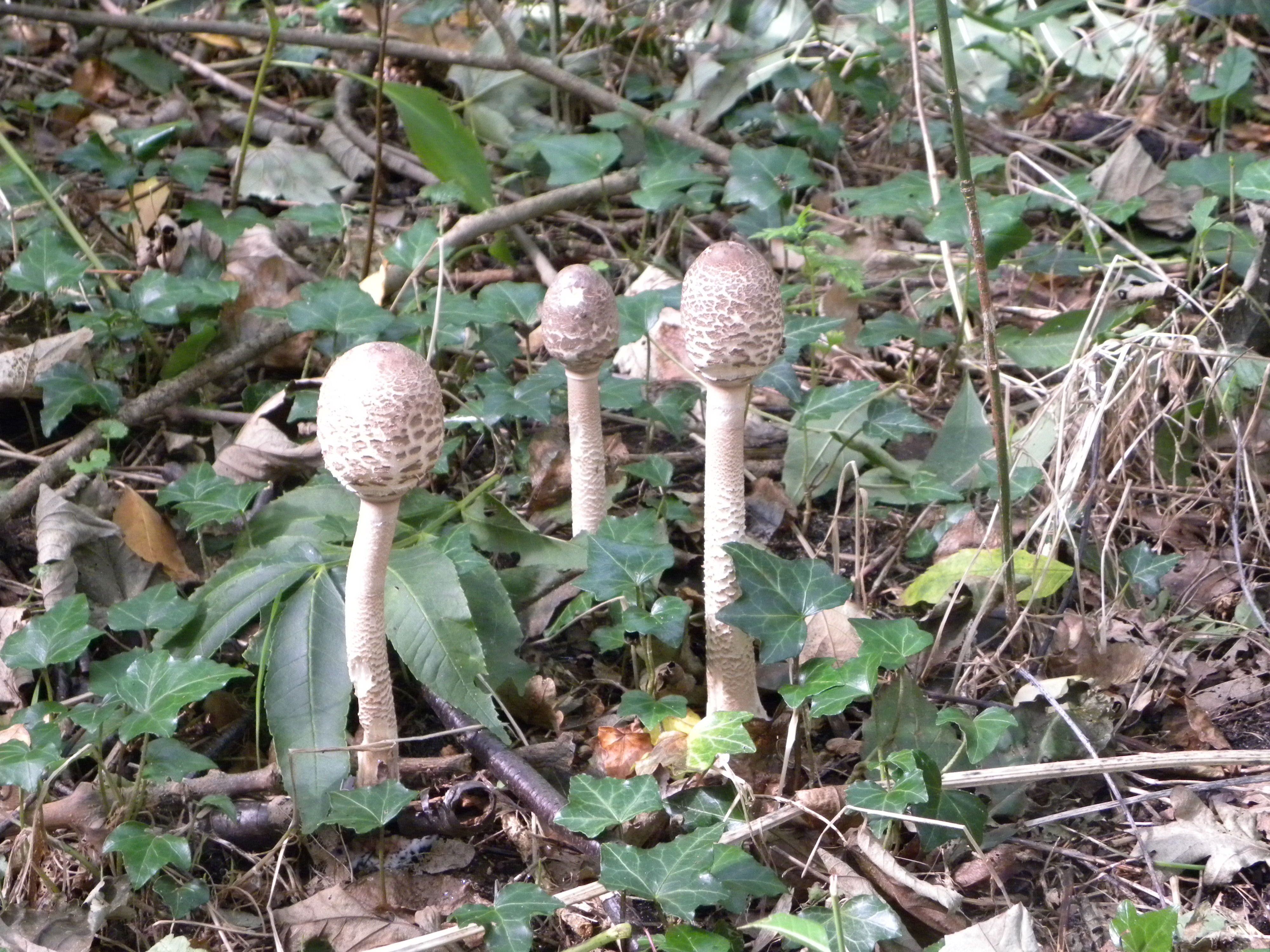
Jonge paddestoelen
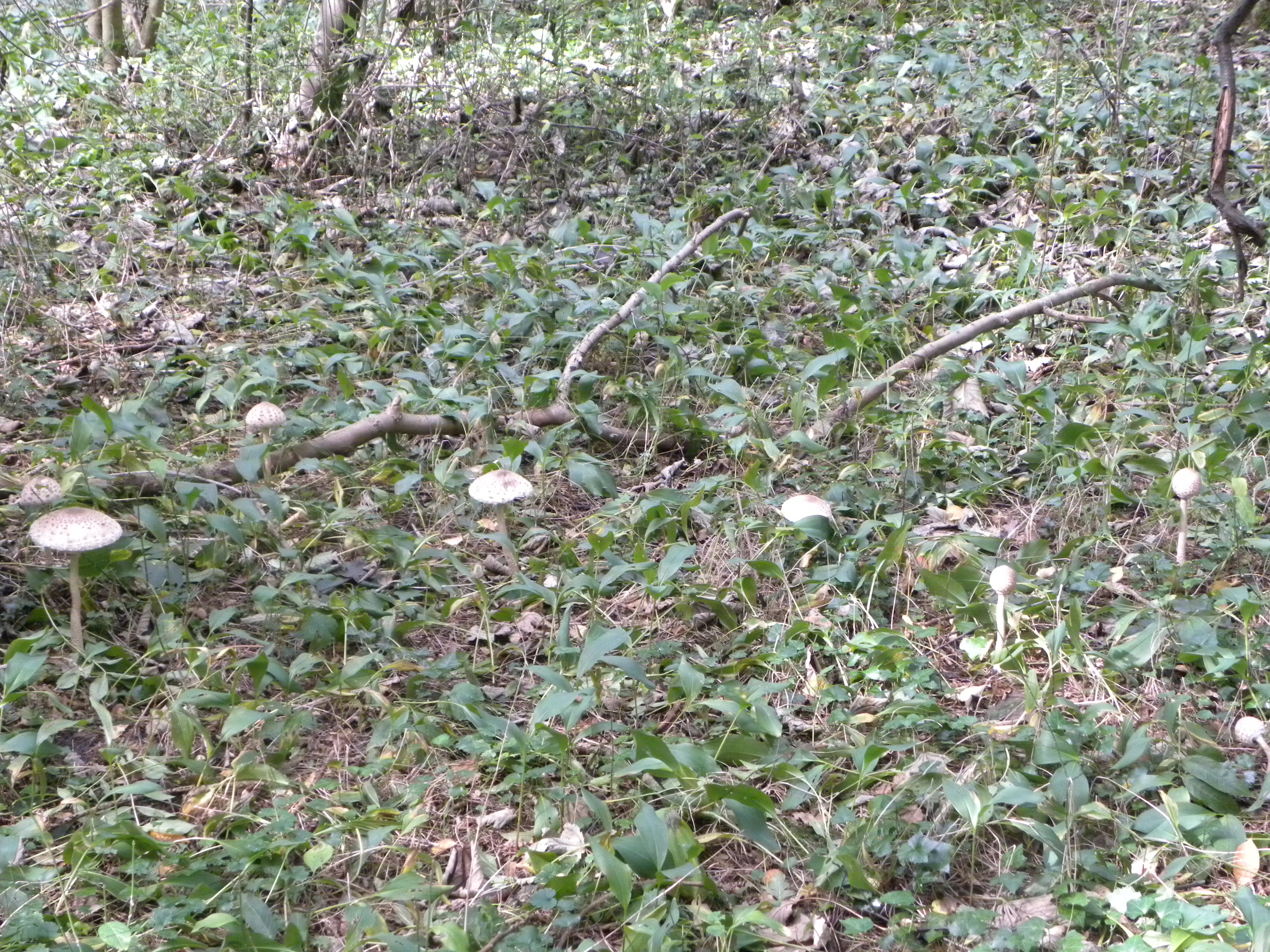
Jonge en rijpe paddestoelen
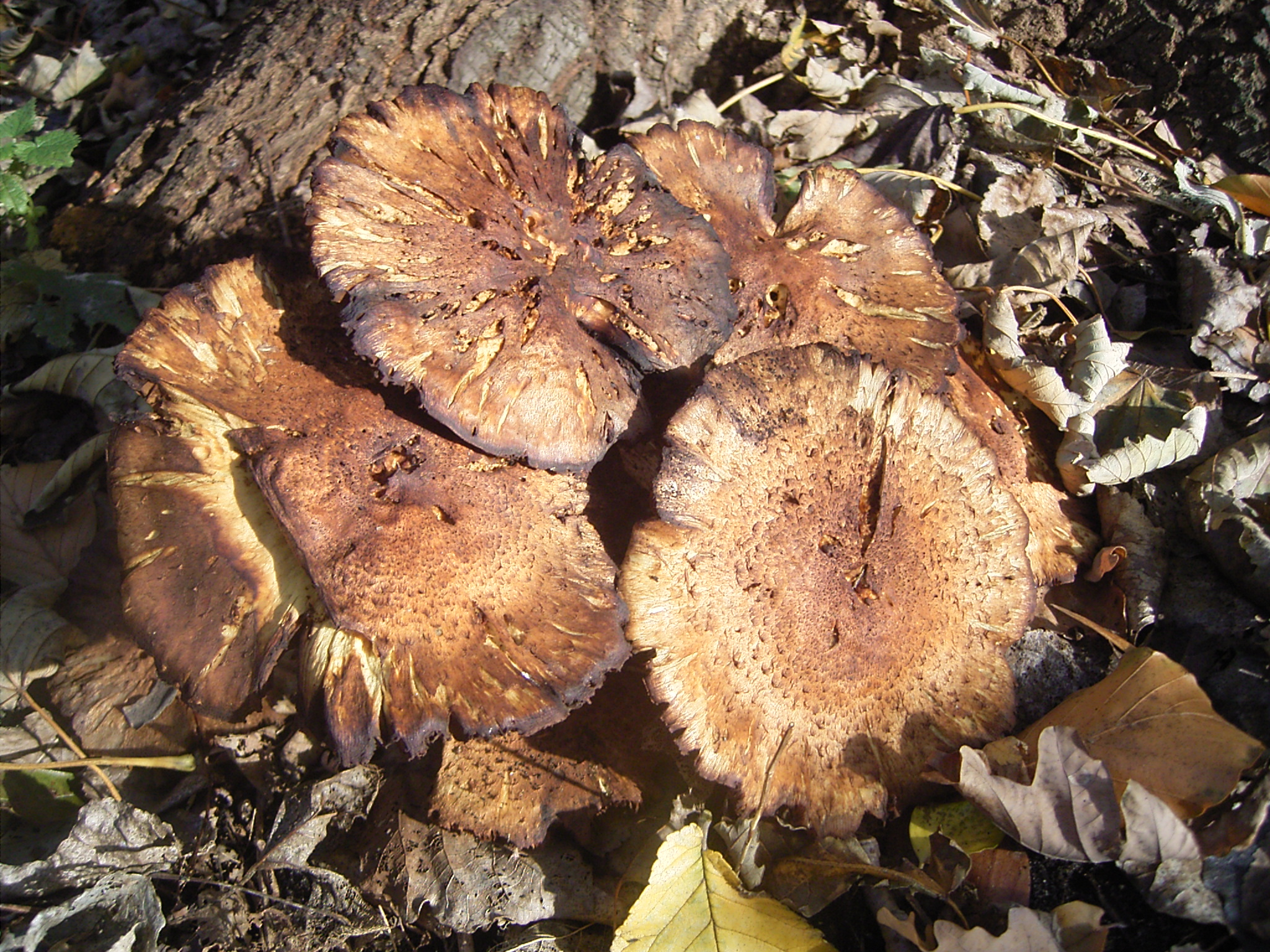
Het bos is rijk aan zwammen

## Eigendom
Sinds 1987 is het hele Staelduinse Bos in beheer bij de stichting het Zuid-Hollands Landschap. In het bos is het bezoekerscentrum d´Oude Koestal gevestigd, waar informatie over de natuur in dit gebied is te vinden. Het bezoekerscentrum wordt beheerd door de vrijwilligers van de vereniging "Vrienden van het Staelduinse Bos".

## Overige bezienswaardigheden
In en rond het Staelduinse Bos staan een aantal rijksmonumenten. Zo staat aan de rand van het Staelduinse Bos de Nieuwlandse Molen, een achtkantige windmolen uit 1584. Langs de Maasdijk bevindt zich nog de sluis uit 1857 die diende voor de ontwatering van het gebied. En in het bos staat Hoeve Staalduin uit circa 1800. 

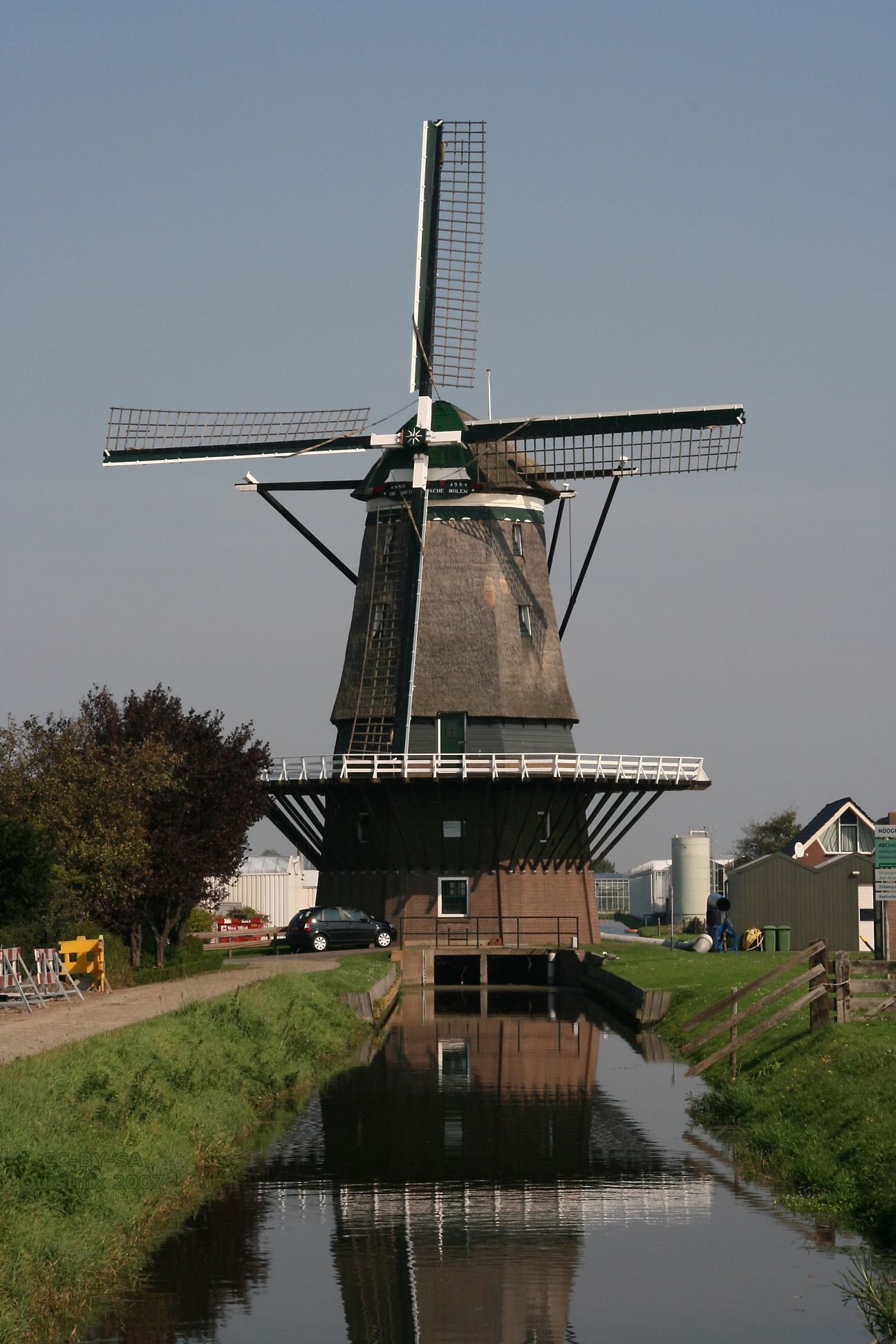
De Nieuwlandse Molen, waarschijnlijk uit zestiende eeuw.
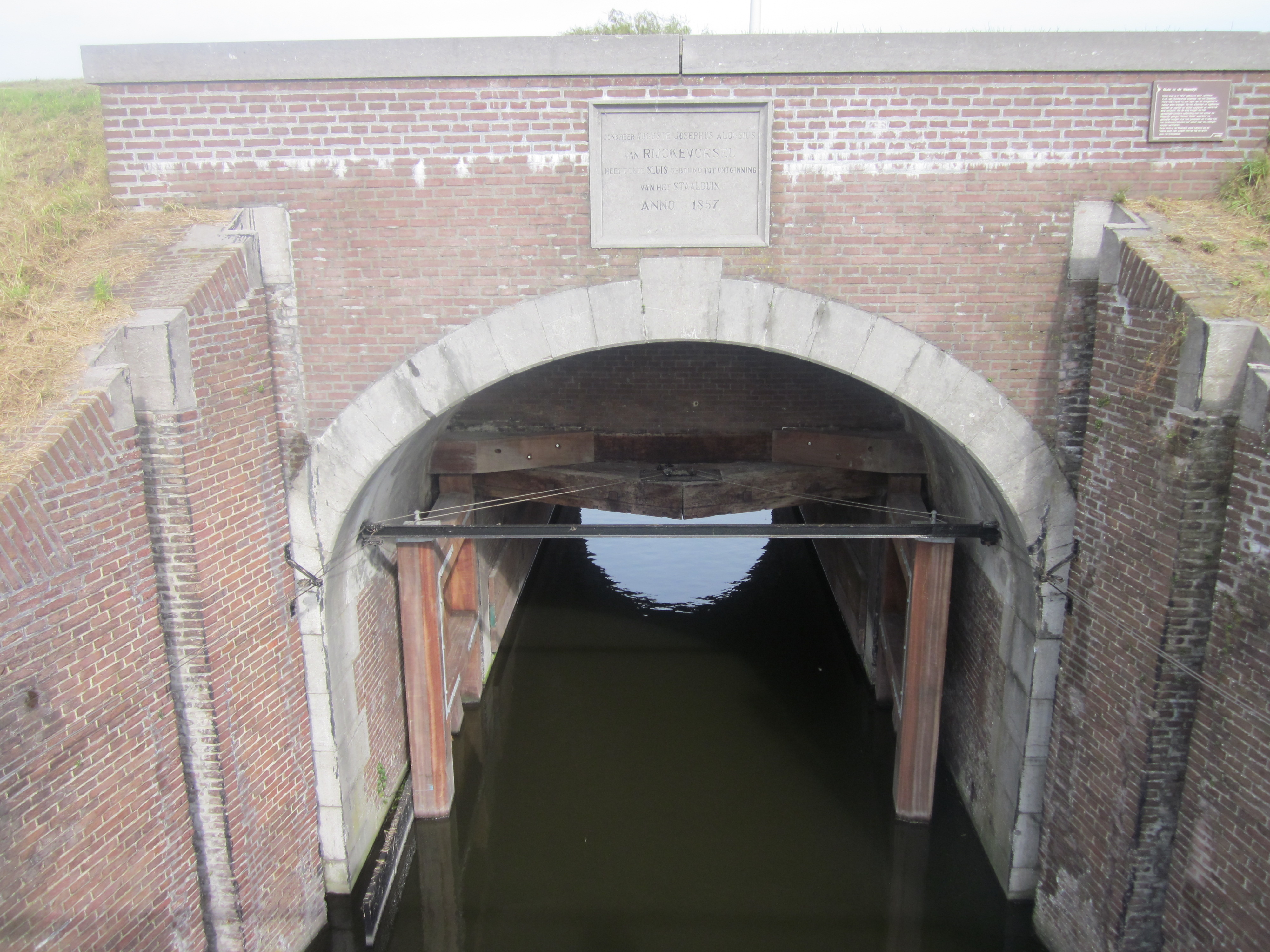
Sluis voor de afwatering van het Staelduin, uit 1857
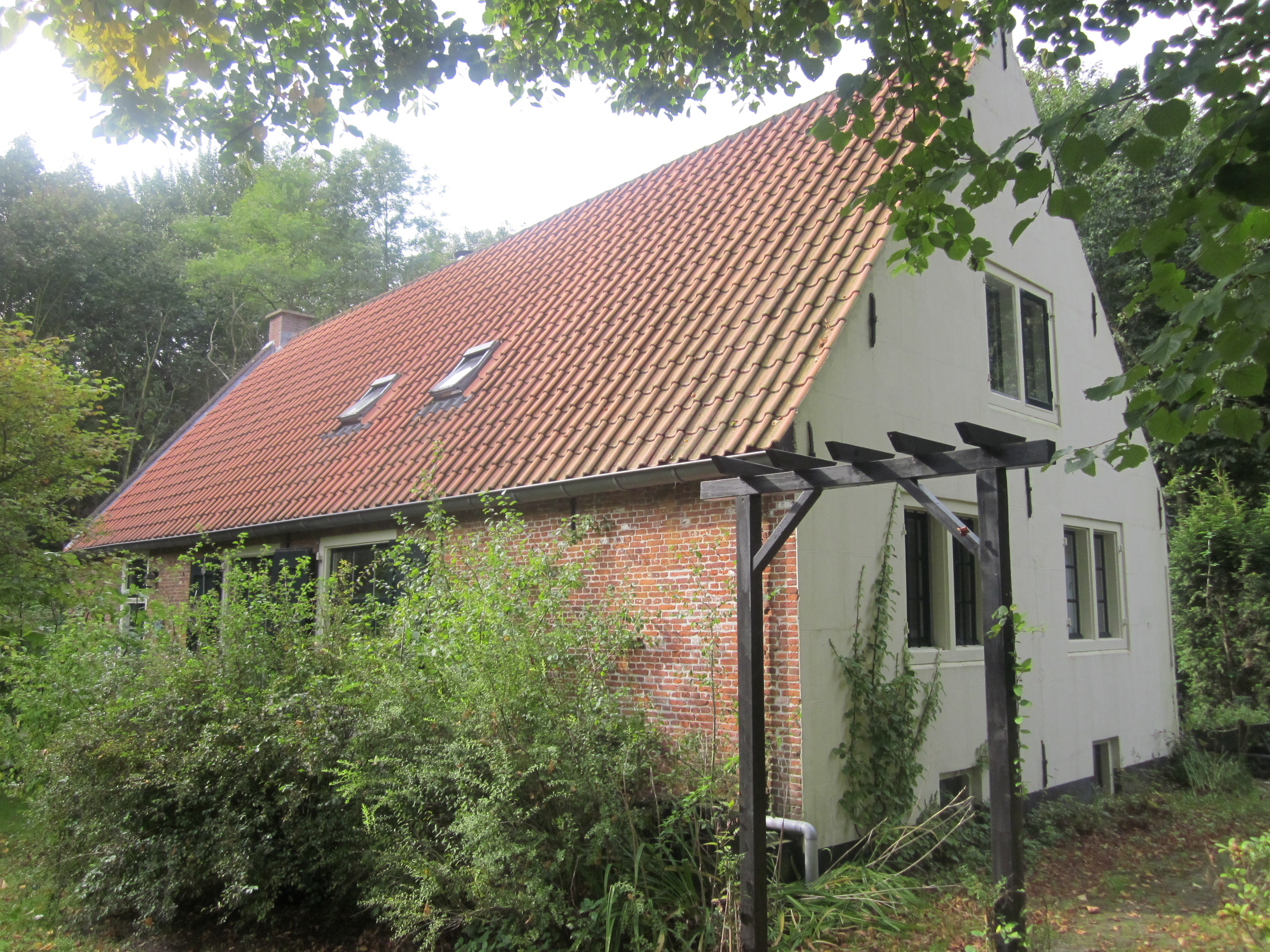
Hoeve Staalduin (op privéterrein) uit circa 1800